# Puchar Świata w skokach narciarskich 1991/1992
Puchar Świata w skokach narciarskich 1991/1992 – 13. edycja Pucharu Świata mężczyzn w skokach narciarskich, która rozpoczęła się 1 grudnia 1991 w Thunder Bay, a zakończyła 29 marca 1992 w Planicy.
W sezonie 1991/1992 rozegrano pierwszy w historii konkurs drużynowy Pucharu Świata. Odbył się on w Predazzo, a zwycięzcami zostali Austriacy.

## Kalendarz zawodów
| Lp.                                                                         | Data                                                                  | Miejscowość                                                           | Punkt K                                                               | Uwagi                                                                 | 1. miejsce                                                                        | 2. miejsce                                                                       | 3. miejsce                                                                           |
| --------------------------------------------------------------------------- | --------------------------------------------------------------------- | --------------------------------------------------------------------- | --------------------------------------------------------------------- | --------------------------------------------------------------------- | --------------------------------------------------------------------------------- | -------------------------------------------------------------------------------- | ------------------------------------------------------------------------------------ |
| 1.                                                                          | 1 grudnia 1991                                                        | Thunder Bay                                                           | K-90                                                                  | –                                                                     | Toni Nieminen                                                                     | Ari-Pekka Nikkola                                                                | Stefan Horngacher                                                                    |
| 2.                                                                          | 2 grudnia 1991                                                        | Thunder Bay                                                           | K-120                                                                 | –                                                                     | Ernst Vettori                                                                     | Mike Holland                                                                     | Stefan Zünd                                                                          |
| 3.                                                                          | 14 grudnia 1991                                                       | Sapporo                                                               | K-90                                                                  | –                                                                     | Werner Rathmayr                                                                   | Staffan Tällberg                                                                 | František Jež                                                                        |
| 4.                                                                          | 15 grudnia 1991                                                       | Sapporo                                                               | K-115                                                                 | –                                                                     | Werner Rathmayr                                                                   | Stefan Zünd                                                                      | Werner Haim                                                                          |
| 5.                                                                          | 29 grudnia 1991                                                       | Oberstdorf                                                            | K-115                                                                 | TCS                                                                   | Toni Nieminen                                                                     | Werner Rathmayr                                                                  | Stefan Zünd                                                                          |
| 6.                                                                          | 1 stycznia 1992                                                       | Garmisch-Partenkirchen                                                | K-107                                                                 | TCS                                                                   | Andreas Felder                                                                    | Toni Nieminen                                                                    | Stefan Zünd                                                                          |
| 7.                                                                          | 4 stycznia 1992                                                       | Innsbruck                                                             | K-109                                                                 | TCS                                                                   | Toni Nieminen                                                                     | Andreas Goldberger                                                               | Andreas Felder                                                                       |
| 8.                                                                          | 6 stycznia 1992                                                       | Bischofshofen                                                         | K-111                                                                 | TCS                                                                   | Toni Nieminen                                                                     | Martin Höllwarth                                                                 | Franci Petek                                                                         |
| 40. Turniej Czterech Skoczni – klasyfikacja końcowa                         | 40. Turniej Czterech Skoczni – klasyfikacja końcowa                   | 40. Turniej Czterech Skoczni – klasyfikacja końcowa                   | 40. Turniej Czterech Skoczni – klasyfikacja końcowa                   | 40. Turniej Czterech Skoczni – klasyfikacja końcowa                   | Toni Nieminen                                                                     | Martin Höllwarth                                                                 | Werner Rathmayr                                                                      |
| 9.                                                                          | 10 stycznia 1992                                                      | Predazzo                                                              | K-90                                                                  | –                                                                     | Martin Höllwarth                                                                  | Mikael Martinsson                                                                | Staffan Tällberg                                                                     |
| 10.                                                                         | 12 stycznia 1992                                                      | Predazzo                                                              | K-120                                                                 | druż.                                                                 | Austria 1. Werner Rathmayr 2. Ernst Vettori 3. Martin Höllwarth 4. Andreas Felder | Finlandia 1. Vesa Hakala 2. Ari-Pekka Nikkola 3. Raimo Ylipulli 4. Toni Nieminen | Szwajcaria 1. Yvan Vouillamoz 2. Martin Trunz 3. Sylvain Freiholz 4. Stefan Zünd     |
| 11.                                                                         | 17 stycznia 1992                                                      | Sankt Moritz                                                          | K-95                                                                  | TS                                                                    | Andreas Felder                                                                    | Werner Rathmayr                                                                  | Martin Höllwarth                                                                     |
| 12.                                                                         | 19 stycznia 1992                                                      | Engelberg                                                             | K-120                                                                 | TS                                                                    | Andreas Felder                                                                    | Stefan Zünd                                                                      | Werner Rathmayr                                                                      |
| Turniej Szwajcarski 1992 – klasyfikacja końcowa                             | Turniej Szwajcarski 1992 – klasyfikacja końcowa                       | Turniej Szwajcarski 1992 – klasyfikacja końcowa                       | Turniej Szwajcarski 1992 – klasyfikacja końcowa                       | Turniej Szwajcarski 1992 – klasyfikacja końcowa                       | Andreas Felder                                                                    | Werner Rathmayr                                                                  | Stefan Zünd                                                                          |
| 13.                                                                         | 25 stycznia 1992                                                      | Oberstdorf                                                            | K-182                                                                 | loty                                                                  | Werner Rathmayr                                                                   | Andreas Felder                                                                   | Mikael Martinsson                                                                    |
| 14.                                                                         | 26 stycznia 1992                                                      | Oberstdorf                                                            | K-182                                                                 | loty                                                                  | Werner Rathmayr                                                                   | Andreas Felder                                                                   | Andreas Goldberger                                                                   |
|                                                                             |                                                                       |                                                                       |                                                                       |                                                                       |                                                                                   |                                                                                  |                                                                                      |
| Zimowe Igrzyska Olimpijskie 1992 • Albertville, 8–23 lutego 1992            |                                                                       |                                                                       |                                                                       |                                                                       |                                                                                   |                                                                                  |                                                                                      |
|                                                                             |                                                                       |                                                                       |                                                                       |                                                                       |                                                                                   |                                                                                  |                                                                                      |
| 15.                                                                         | 29 lutego 1992                                                        | Lahti                                                                 | K-90                                                                  | –                                                                     | Toni Nieminen                                                                     | Ernst Vettori                                                                    | Noriaki Kasai                                                                        |
| 16.                                                                         | 1 marca 1992                                                          | Lahti                                                                 | K-114                                                                 | –                                                                     | Toni Nieminen                                                                     | Heinz Kuttin                                                                     | Andreas Felder                                                                       |
| 17.                                                                         | 4 marca 1992                                                          | Örnsköldsvik                                                          | K-90                                                                  | –                                                                     | Ernst Vettori                                                                     | Noriaki Kasai                                                                    | Mikael Martinsson                                                                    |
| 18.                                                                         | 8 marca 1992                                                          | Trondheim                                                             | K-120                                                                 | [ a ]                                                                 | Heinz Kuttin                                                                      | Ernst Vettori                                                                    | Toni Nieminen                                                                        |
| 19.                                                                         | 11 marca 1992                                                         | Trondheim                                                             | K-120                                                                 | –                                                                     | Toni Nieminen                                                                     | Ernst Vettori                                                                    | Ari-Pekka Nikkola                                                                    |
| 20.                                                                         | 15 marca 1992                                                         | Oslo                                                                  | K-110                                                                 | –                                                                     | Toni Nieminen                                                                     | Jiří Parma                                                                       | Martin Höllwarth                                                                     |
|                                                                             |                                                                       |                                                                       |                                                                       |                                                                       |                                                                                   |                                                                                  |                                                                                      |
| Mistrzostwa Świata w Lotach Narciarskich 1992 • Harrachov, 21–22 marca 1992 |                                                                       |                                                                       |                                                                       |                                                                       |                                                                                   |                                                                                  |                                                                                      |
| 21.                                                                         | 21 marca 1992                                                         | Harrachov                                                             | K-180                                                                 | MŚ, loty                                                              | Noriaki Kasai                                                                     | Andreas Goldberger                                                               | Roberto Cecon                                                                        |
|                                                                             | 22 marca 1992                                                         | Harrachov                                                             | K-180                                                                 | MŚ, loty                                                              | odwołany                                                                          | odwołany                                                                         | odwołany                                                                             |
| Puchar Świata w lotach narciarskich 1991/1992 – klasyfikacja końcowa        | Puchar Świata w lotach narciarskich 1991/1992 – klasyfikacja końcowa  | Puchar Świata w lotach narciarskich 1991/1992 – klasyfikacja końcowa  | Puchar Świata w lotach narciarskich 1991/1992 – klasyfikacja końcowa  | Puchar Świata w lotach narciarskich 1991/1992 – klasyfikacja końcowa  | Werner Rathmayr                                                                   | Andreas Goldberger                                                               | Andreas Felder                                                                       |
| 22.                                                                         | 28 marca 1992                                                         | Planica                                                               | K-120                                                                 | druż.                                                                 | Austria 1. Andreas Felder 2. Martin Höllwarth 3. Werner Rathmayr 4. Heinz Kuttin  | Niemcy 1. Andreas Scherer 2. Christof Duffner 3. Jens Weißflog 4. Ralf Gebstedt  | Finlandia 1. Ari-Pekka Nikkola 2. Raimo Ylipulli 3. Risto Laakkonen 4. Toni Nieminen |
| 23.                                                                         | 29 marca 1992                                                         | Planica                                                               | K-120                                                                 | –                                                                     | Andreas Felder                                                                    | Heinz Kuttin                                                                     | Toni Nieminen                                                                        |
| Puchar Świata w skokach narciarskich 1991/1992 – klasyfikacja końcowa       | Puchar Świata w skokach narciarskich 1991/1992 – klasyfikacja końcowa | Puchar Świata w skokach narciarskich 1991/1992 – klasyfikacja końcowa | Puchar Świata w skokach narciarskich 1991/1992 – klasyfikacja końcowa | Puchar Świata w skokach narciarskich 1991/1992 – klasyfikacja końcowa | Toni Nieminen                                                                     | Werner Rathmayr                                                                  | Andreas Felder                                                                       |

## Statystyki indywidualne
| Zawodnik                                                                 | Thunder Bay 01.12 | Thunder Bay 02.12 | Sapporo 14.12 | Sapporo 15.12 | Oberstdorf 29.12 | Garmisch-Partenkirchen 01.01 | Innsbruck 04.01 | Bischofshofen 06.01 | Predazzo 10.01 | Sankt Moritz 17.01 | Engelberg 19.01 | Oberstdorf 25.01 | Oberstdorf 26.01 | Lahti 29.02 | Lahti 01.03 | Örnsköldsvik 04.03 | Trondheim 08.03 | Trondheim 10.03 | Oslo 15.03 | Harrachov 21.03 | Planica 29.03 |
| Austria                                                                  |                   |                   |               |               |                  |                              |                 |                     |                |                    |                 |                  |                  |             |             |                    |                 |                 |            |                 |               |
| Andreas Beck                                                             | –                 | –                 | –             | –             | –                | –                            | –               | 30                  | –              | –                  | –               | –                | –                | –           | –           | –                  | –               | –               | –          | –               | –             |
| Alexander Diess                                                          | –                 | –                 | –             | –             | –                | –                            | 60              | –                   | –              | –                  | –               | –                | –                | –           | –           | –                  | –               | –               | –          | –               | –             |
| Andreas Felder                                                           | 4                 | 14                | –             | –             | 18               | 1                            | 3               | 11                  | 29             | 1                  | 1               | 2                | 2                | 9           | 3           | 11                 | 9               | 6               | 16         | 31              | 1             |
| Andreas Goldberger                                                       | –                 | –                 | –             | –             | –                | –                            | 2               | 6                   | 7              | 16                 | 4               | 3                | 5                | 23          | 24          | 6                  | 5               | 75              | 11         | 2               | –             |
| Werner Haim                                                              | 35                | 24                | 10            | 3             | 15               | 8                            | 14              | 24                  | –              | –                  | –               | 7                | 15               | –           | –           | –                  | –               | –               | –          | 36              | –             |
| Martin Höllwarth                                                         | 21                | 54                | –             | –             | 4                | 19                           | 5               | 2                   | 1              | 3                  | 18              | –                | –                | 4           | 48          | 19                 | 24              | 14              | 3          | –               | 23            |
| Stefan Horngacher                                                        | 3                 | 7                 | –             | –             | 30               | 50                           | 58              | 58                  | –              | –                  | –               | –                | –                | –           | –           | –                  | –               | –               | –          | 25              | 44            |
| Heinz Kuttin                                                             | 13                | 19                | 12            | 8             | –                | –                            | 28              | 22                  | –              | 19                 | 27              | –                | –                | 21          | 2           | 4                  | 1               | 30              | –          | –               | 2             |
| Franz Neuländtner                                                        | –                 | –                 | –             | –             | –                | –                            | 39              | 44                  | –              | –                  | –               | –                | –                | –           | –           | –                  | –               | –               | –          | –               | –             |
| Alexander Pointner                                                       | –                 | –                 | –             | –             | –                | –                            | 9               | 29                  | 10             | –                  | –               | 11               | 10               | –           | –           | –                  | 17              | 74              | 38         | –               | –             |
| Andreas Rauschmeier                                                      | –                 | –                 | –             | –             | –                | –                            | 46              | 59                  | –              | 50                 | 31              | –                | –                | –           | –           | –                  | –               | –               | –          | –               | –             |
| Werner Rathmayr                                                          | –                 | –                 | 1             | 1             | 2                | 9                            | 4               | 9                   | 14             | 2                  | 3               | 1                | 1                | 25          | 6           | 25                 | 7               | 9               | 7          | 18              | 5             |
| Harald Rodlauer                                                          | –                 | –                 | –             | –             | –                | –                            | –               | 60                  | –              | –                  | –               | –                | –                | –           | –           | –                  | –               | –               | –          | –               | –             |
| Werner Schuster                                                          | –                 | –                 | 42            | 21            | –                | –                            | 43              | 32                  | –              | –                  | –               | 17               | 12               | –           | –           | –                  | –               | –               | –          | –               | –             |
| Franz Wiegele                                                            | –                 | –                 | –             | –             | –                | –                            | 56              | –                   | –              | –                  | –               | –                | –                | –           | –           | –                  | –               | –               | –          | –               | –             |
| Ernst Vettori                                                            | 20                | 1                 | 7             | 4             | 13               | 36                           | 6               | 37                  | 6              | 11                 | 5               | –                | –                | 2           | 4           | 1                  | 2               | 2               | 5          | –               | 4             |
| Bułgaria                                                                 |                   |                   |               |               |                  |                              |                 |                     |                |                    |                 |                  |                  |             |             |                    |                 |                 |            |                 |               |
| Władimir Brejczew                                                        | 45                | –                 | 57            | 60            | –                | 58                           | 59              | –                   | 61             | –                  | –               | –                | –                | –           | –           | –                  | –               | –               | –          | –               | –             |
| Zachari Sotirow                                                          | 26                | 39                | 32            | 56            | –                | 42                           | –               | 49                  | 52             | –                  | –               | –                | –                | –           | –           | –                  | –               | –               | –          | –               | –             |
| Emił Zografski                                                           | 51                | 56                | 36            | 53            | 61               | 49                           | –               | –                   | 56             | –                  | –               | –                | –                | –           | –           | –                  | –               | –               | –          | –               | –             |
| Czechosłowacja                                                           |                   |                   |               |               |                  |                              |                 |                     |                |                    |                 |                  |                  |             |             |                    |                 |                 |            |                 |               |
| Marián Bielčík                                                           | –                 | –                 | –             | –             | –                | –                            | –               | –                   | 38             | –                  | –               | –                | –                | –           | –           | –                  | –               | –               | –          | –               | –             |
| Tomáš Goder                                                              | 38                | 38                | 33            | 13            | 38               | 21                           | 44              | 15                  | 25             | 12                 | 14              | 4                | 4                | 37          | 44          | 20                 | 38              | 63              | 33         | 4               | 27            |
| František Jež                                                            | 9                 | 4                 | 3             | 5             | 5                | 7                            | 7               | 5                   | 13             | 15                 | 10              | 12               | 16               | 14          | 25          | 8                  | 13              | 7               | 4          | 32              | –             |
| David Jiroutek                                                           | –                 | –                 | –             | –             | –                | –                            | –               | –                   | –              | –                  | –               | 30               | –                | –           | 38          | 50                 | 57              | 57              | 52         | –               | –             |
| Roman Lukeš                                                              | –                 | –                 | –             | –             | –                | –                            | –               | –                   | 41             | –                  | –               | 38               | 39               | –           | –           | –                  | –               | –               | –          | –               | –             |
| Silvester Mikulaštík                                                     | –                 | –                 | –             | –             | –                | –                            | –               | –                   | –              | –                  | –               | –                | –                | –           | –           | –                  | –               | –               | –          | –               | 58            |
| Jiří Parma                                                               | –                 | –                 | –             | –             | –                | –                            | –               | –                   | 20             | 20                 | 32              | 15               | 18               | 5           | 10          | 10                 | 4               | 8               | 2          | 14              | 18            |
| Pavel Ploc                                                               | 53                | 17                | 50            | 30            | –                | –                            | –               | –                   | –              | –                  | –               | –                | –                | –           | –           | –                  | –               | –               | –          | –               | –             |
| Jiří Raška jr.                                                           | –                 | –                 | –             | –             | 36               | –                            | 53              | 56                  | –              | –                  | –               | –                | –                | 31          | 46          | 32                 | 39              | 71              | 56         | 36              | 51            |
| Tomáš Raška                                                              | 37                | 34                | 37            | 27            | 54               | –                            | 55              | 47                  | –              | –                  | –               | –                | –                | –           | –           | –                  | –               | –               | –          | –               | –             |
| Jaroslav Sakala                                                          | 57                | 40                | 4             | 17            | 7                | 12                           | 10              | 14                  | 5              | 23                 | 6               | 14               | 11               | 50          | 45          | 23                 | 65              | 34              | 43         | 10              | 28            |
| Lubomir Sidlo                                                            | –                 | –                 | –             | –             | 59               | –                            | –               | –                   | –              | –                  | –               | –                | –                | –           | –           | –                  | –               | –               | –          | –               | –             |
| Finlandia                                                                |                   |                   |               |               |                  |                              |                 |                     |                |                    |                 |                  |                  |             |             |                    |                 |                 |            |                 |               |
| Riku Äyri                                                                | –                 | –                 | 39            | 41            | –                | –                            | –               | –                   | 50             | –                  | –               | –                | –                | 60          | 47          | –                  | –               | –               | –          | –               | –             |
| Vesa Hakala                                                              | 16                | 15                | –             | –             | 17               | 26                           | 31              | 19                  | 19             | 10                 | 29              | –                | –                | 26          | 17          | 47                 | 53              | 26              | 36         | –               | –             |
| Olli Happonen                                                            | –                 | –                 | –             | –             | –                | –                            | –               | –                   | –              | –                  | –               | –                | –                | 53          | 30          | –                  | –               | –               | –          | –               | –             |
| Jarkko Heikkilä                                                          | –                 | –                 | –             | –             | –                | –                            | –               | –                   | –              | –                  | –               | –                | –                | 47          | –           | –                  | –               | –               | –          | –               | –             |
| Pasi Kytösaho                                                            | –                 | –                 | –             | –             | –                | –                            | –               | –                   | –              | –                  | –               | –                | –                | –           | 56          | –                  | –               | –               | –          | –               | –             |
| Mika Laitinen                                                            | –                 | –                 | 26            | 50            | –                | –                            | –               | –                   | 12             | 21                 | 30              | –                | –                | 22          | 31          | 42                 | 31              | 46              | 29         | –               | –             |
| Risto Laakkonen                                                          | 29                | 28                | –             | –             | 8                | –                            | 24              | 21                  | –              | 28                 | 23              | –                | –                | 6           | 19          | –                  | –               | 18              | 8          | –               | 24            |
| Juha Lappalainen                                                         | –                 | –                 | –             | –             | –                | –                            | –               | –                   | –              | –                  | –               | –                | –                | –           | 54          | –                  | –               | –               | –          | –               | –             |
| Anssi Nieminen                                                           | –                 | –                 | –             | –             | 35               | 26                           | 17              | 42                  | –              | 36                 | 16              | –                | –                | –           | –           | –                  | –               | –               | –          | –               | –             |
| Toni Nieminen                                                            | 1                 | 6                 | –             | –             | 1                | 2                            | 1               | 1                   | 9              | –                  | –               | –                | –                | 1           | 1           | 14                 | 3               | 1               | 1          | –               | 3             |
| Ari-Pekka Nikkola                                                        | 2                 | 8                 | –             | –             | 9                | 6                            | 26              | 4                   | 57             | 14                 | 13              | –                | –                | 13          | 50          | –                  | –               | 3               | 27         | –               | 15            |
| Tommi Nikunen                                                            | –                 | –                 | –             | –             | –                | –                            | –               | –                   | –              | –                  | –               | –                | –                | –           | 51          | –                  | –               | –               | –          | –               | –             |
| Ari Raitoharju                                                           | –                 | –                 | –             | –             | –                | –                            | –               | –                   | –              | –                  | –               | –                | –                | –           | 57          | –                  | –               | –               | –          | –               | –             |
| Jani Salo                                                                | –                 | –                 | –             | –             | –                | –                            | –               | –                   | –              | –                  | –               | –                | –                | 43          | –           | –                  | –               | –               | –          | –               | –             |
| Jani Soininen                                                            | –                 | –                 | –             | –             | –                | –                            | –               | –                   | –              | –                  | –               | –                | –                | 42          | 22          | –                  | –               | –               | –          | –               | –             |
| Raimo Ylipulli                                                           | 33                | 5                 | –             | –             | 29               | 30                           | 30              | 23                  | 31             | 24                 | 20              | –                | –                | 23          | 13          | 52                 | 16              | 44              | –          | 56              |               |
| Janne Väätäinen                                                          | –                 | –                 | –             | –             | –                | –                            | –               | –                   | –              | –                  | –               | –                | –                | 44          | –           | –                  | –               | –               | –          | –               | –             |
| Francja                                                                  |                   |                   |               |               |                  |                              |                 |                     |                |                    |                 |                  |                  |             |             |                    |                 |                 |            |                 |               |
| Regis Bajard                                                             | –                 | –                 | –             | –             | –                | –                            | –               | –                   | –              | –                  | –               | –                | –                | –           | 58          | 61                 | –               | –               | –          | –               | –             |
| Steve Delaup                                                             | 5                 | 37                | 38            | 19            | 31               | 29                           | 34              | –                   | 30             | –                  | –               | 22               | 25               | –           | –           | –                  | 26              | 25              | 20         | –               | 8             |
| Fabrice Guy                                                              | –                 | –                 | –             | –             | –                | –                            | –               | –                   | –              | –                  | –               | –                | –                | –           | –           | –                  | 52              | –               | –          | –               | –             |
| Ruddy Jardin                                                             | –                 | –                 | 45            | 33            | –                | –                            | –               | –                   | –              | 45                 | 47              | –                | –                | –           | –           | –                  | –               | –               | –          | –               | –             |
| Nicolas Jean-Prost                                                       | 47                | 26                | –             | –             | –                | 22                           | 29              | 26                  | 17             | 17                 | 21              | 18               | 23               | 38          | 12          | 37                 | 47              | 24              | 64         | –               | –             |
| Didier Mollard                                                           | 30                | 27                | 8             | 22            | 41               | 34                           | 51              | 49                  | 8              | –                  | –               | 20               | 21               | –           | –           | –                  | –               | 73              | 22         | –               | 10            |
| Yannick Revuz                                                            | –                 | –                 | 45            | 33            | –                | –                            | –               | –                   | –              | 58                 | 54              | –                | –                | 59          | 34          | 53                 | –               | –               | –          | –               | 60            |
| Hiszpania                                                                |                   |                   |               |               |                  |                              |                 |                     |                |                    |                 |                  |                  |             |             |                    |                 |                 |            |                 |               |
| Francisco Alegre                                                         | –                 | –                 | –             | –             | –                | –                            | –               | –                   | –              | –                  | –               | –                | –                | –           | –           | 62                 | 67              | 69              | 66         | –               | –             |
| Japonia                                                                  |                   |                   |               |               |                  |                              |                 |                     |                |                    |                 |                  |                  |             |             |                    |                 |                 |            |                 |               |
| Masahiko Harada                                                          | –                 | –                 | 21            | 44            | –                | –                            | –               | –                   | –              | –                  | –               | –                | –                | 10          | 5           | 13                 | 19              | 33              | 12         | 19              | 17            |
| Akihiro Higashi                                                          | –                 | –                 | 27            | 25            | –                | –                            | –               | –                   | –              | –                  | –               | –                | –                | –           | –           | –                  | –               | –               | –          | –               | –             |
| Akira Higashi                                                            | –                 | –                 | 51            | 54            | –                | –                            | –               | –                   | –              | –                  | –               | –                | –                | 58          | –           | 59                 | 66              | –               | –          | –               | –             |
| Kazuhiro Higashi                                                         | 43                | 22                | 46            | 18            | –                | –                            | –               | –                   | –              | –                  | –               | –                | –                | –           | –           | –                  | –               | –               | –          | –               | –             |
| Naoto Itō                                                                | –                 | –                 | 49            | 48            | –                | –                            | –               | –                   | –              | –                  | –               | –                | –                | –           | –           | –                  | –               | –               | –          | –               | –             |
| Jiro Kamiharako                                                          | –                 | –                 | 19            | 16            | –                | –                            | –               | –                   | –              | –                  | –               | –                | –                | –           | –           | –                  | –               | 31              | 21         | 35              | 39            |
| Noriaki Kasai                                                            | 11                | 13                | 11            | 6             | –                | –                            | –               | –                   | –              | –                  | –               | –                | –                | 3           | 6           | 2                  | 6               | 60              | 13         | 1               | 7             |
| Yoshikazu Norota                                                         | 58                | 49                | 41            | 39            | –                | –                            | –               | –                   | –              | –                  | –               | –                | –                | –           | –           | –                  | –               | –               | –          | –               | –             |
| Hiroya Saitō                                                             | –                 | –                 | 44            | 43            | –                | –                            | –               | –                   | –              | –                  | –               | –                | –                | –           | –           | –                  | –               | –               | –          | –               | –             |
| Akira Satō                                                               | –                 | –                 | 14            | 36            | –                | –                            | –               | –                   | –              | –                  | –               | –                | –                | –           | –           | –                  | –               | –               | –          | –               | –             |
| Kenji Suda                                                               | –                 | –                 | 22            | 9             | –                | –                            | –               | –                   | –              | –                  | –               | –                | –                | –           | –           | –                  | –               | 22              | 10         | 21              | 26            |
| Takuya Takeuchi                                                          | –                 | –                 | 20            | 32            | –                | –                            | –               | –                   | –              | –                  | –               | –                | –                | –           | –           | –                  | –               | –               | –          | –               | –             |
| Motoyasu Takeuchi                                                        | –                 | –                 | 24            | 14            | –                | –                            | –               | –                   | –              | –                  | –               | –                | –                | –           | –           | –                  | –               | –               | –          | –               | –             |
| Naoki Yasuzaki                                                           | –                 | –                 | 29            | 40            | –                | –                            | –               | –                   | –              | –                  | –               | –                | –                | 32          | –           | 31                 | 32              | –               | –          | –               | –             |
| Kanada                                                                   |                   |                   |               |               |                  |                              |                 |                     |                |                    |                 |                  |                  |             |             |                    |                 |                 |            |                 |               |
| Kirk Allen                                                               | 19                | 50                | 60            | 59            | –                | –                            | –               | –                   | –              | –                  | –               | –                | –                | –           | –           | –                  | –               | 62              | 54         | –               | –             |
| Jeremy Blackburn                                                         | 63                | –                 | –             | –             | –                | –                            | –               | –                   | –              | –                  | –               | –                | –                | –           | –           | –                  | –               | –               | –          | –               | –             |
| Jonathan Brimmeli                                                        | 59                | –                 | –             | –             | –                | –                            | –               | –                   | –              | –                  | –               | –                | –                | –           | –           | –                  | –               | –               | –          | –               | –             |
| Horst Bulau                                                              | 17                | 42                | 31            | 37            | –                | 54                           | –               | –                   | 47             | –                  | –               | –                | –                | –           | –           | –                  | –               | –               | –          | –               | –             |
| Colin Capel                                                              | 55                | 57                | –             | –             | –                | –                            | –               | –                   | –              | –                  | –               | –                | –                | –           | –           | –                  | –               | 70              | 68         | –               | –             |
| Steve Collins                                                            | –                 | 59                | –             | –             | –                | –                            | –               | –                   | –              | –                  | –               | –                | –                | –           | –           | –                  | –               | –               | –          | –               | –             |
| Grant Harder                                                             | 60                | –                 | –             | –             | –                | –                            | –               | –                   | –              | –                  | –               | –                | –                | –           | –           | –                  | –               | –               | –          | –               | –             |
| Kristof Kardas                                                           | 64                | 58                | –             | –             | –                | –                            | –               | –                   | –              | –                  | –               | –                | –                | –           | –           | –                  | –               | –               | –          | –               | –             |
| Gregor Linsig                                                            | 61                | –                 | –             | –             | –                | –                            | –               | –                   | –              | –                  | –               | –                | –                | –           | –           | –                  | –               | –               | –          | –               | –             |
| John Lockyer                                                             | 25                | 47                | 56            | 58            | 60               | 39                           | 49              | –                   | 35             | –                  | –               | –                | –                | –           | –           | –                  | –               | 43              | 49         | –               | 50            |
| Ron Richards                                                             | 31                | 51                | –             | –             | –                | –                            | 45              | –                   | 42             | –                  | –               | –                | –                | –           | –           | –                  | –               | –               | –          | –               | –             |
| Jonathan Sapinski                                                        | 62                | –                 | –             | –             | –                | –                            | –               | –                   | –              | –                  | –               | –                | –                | –           | –           | –                  | –               | –               | –          | –               | –             |
| Rennie Watt                                                              | 64                | –                 | –             | –             | –                | –                            | –               | –                   | –              | –                  | –               | –                | –                | –           | –           | –                  | –               | –               | –          | –               | –             |
| Niemcy                                                                   |                   |                   |               |               |                  |                              |                 |                     |                |                    |                 |                  |                  |             |             |                    |                 |                 |            |                 |               |
| Andreas Bauer                                                            | –                 | –                 | 47            | 28            | 37               | 57                           | –               | –                   | –              | 30                 | 39              | –                | –                | –           | –           | –                  | –               | –               | –          | –               | –             |
| Christof Duffner                                                         | 14                | 12                | –             | –             | 43               | 24                           | 20              | 7                   | –              | 33                 | 19              | 12               | 12               | 18          | 9           | 39                 | 22              | 19              | –          | 5               | 6             |
| Ralf Gebstedt                                                            | 53                | 31                | –             | –             | 25               | 28                           | 22              | 27                  | –              | 26                 | 25              | 10               | 8                | 51          | 36          | 30                 | 11              | 13              | –          | 15              | 34            |
| Josef Heumann                                                            | –                 | –                 | 35            | 37            | 47               | 51                           | –               | –                   | –              | 27                 | 41              | –                | –                | –           | –           | –                  | –               | –               | –          | –               | –             |
| Heiko Hunger                                                             | 8                 | 35                | –             | –             | 20               | 17                           | 23              | 18                  | –              | –                  | –               | –                | –                | 30          | 15          | 18                 | 41              | 35              | 36         | –               | –             |
| Rene Kummerloew                                                          | –                 | –                 | 30            | 45            | –                | –                            | –               | –                   | –              | –                  | –               | –                | –                | –           | –           | –                  | –               | –               | –          | –               | –             |
| Remo Lederer                                                             | 36                | 52                | –             | –             | 55               | 56                           | –               | –                   | 58             | –                  | –               | –                | –                | –           | –           | –                  | –               | –               | –          | –               | –             |
| Ingo Lesser                                                              | 52                | 36                | –             | –             | 51               | 44                           | –               | –                   | 45             | –                  | –               | –                | –                | –           | –           | –                  | –               | –               | –          | –               | –             |
| Marc Noelke                                                              | –                 | –                 | –             | –             | 42               | 13                           | –               | 17                  | –              | 25                 | 24              | 19               | 9                | –           | –           | –                  | –               | –               | –          | –               | –             |
| Andreas Scherer                                                          | –                 | –                 | 15            | 24            | 11               | 20                           | 19              | 40                  | –              | 32                 | 33              | 21               | 24               | 44          | 26          | 44                 | 44              | 36              | 41         | –               | 16            |
| Steffan Siebert                                                          | –                 | –                 | –             | –             | 49               | 59                           | –               | –                   | –              | –                  | –               | –                | –                | –           | –           | –                  | –               | –               | –          | –               | –             |
| Gerd Siegmund                                                            | –                 | –                 | 58            | 52            | –                | –                            | –               | –                   | 53             | –                  | –               | –                | –                | –           | –           | –                  | –               | –               | –          | –               | –             |
| Dieter Thoma                                                             | 22                | 16                | –             | –             | 12               | 11                           | 32              | 16                  | –              | –                  | –               | –                | –                | 57          | 27          | 54                 | 25              | 17              | 46         | –               | –             |
| Jens Weißflog                                                            | –                 | –                 | –             | –             | 6                | 10                           | –               | –                   | –              | –                  | –               | –                | –                | 16          | 42          | 28                 | 27              | 42              | 19         | –               | 31            |
| Jürgen Winterhalder                                                      | –                 | –                 | –             | –             | 56               | 52                           | –               | –                   | 36             | –                  | –               | –                | –                | –           | –           | –                  | –               | –               | –          | –               | –             |
| Norwegia                                                                 |                   |                   |               |               |                  |                              |                 |                     |                |                    |                 |                  |                  |             |             |                    |                 |                 |            |                 |               |
| Øyvind Berg                                                              | 6                 | 20                | 17            | 10            | 22               | 14                           | 13              | 13                  | –              | –                  | –               | –                | –                | 49          | –           | –                  | –               | 38              | 14         | –               | 45            |
| Clas Brede Bråthen                                                       | –                 | –                 | –             | –             | –                | –                            | –               | –                   | –              | –                  | –               | –                | –                | –           | –           | –                  | 68              | –               | –          | –               | –             |
| Eirik Bredesen                                                           | –                 | –                 | –             | –             | –                | –                            | –               | –                   | –              | –                  | –               | –                | –                | –           | –           | –                  | 62              | –               | –          | –               | –             |
| Espen Bredesen                                                           | 28                | 30                | 8             | 15            | 24               | 23                           | 54              | 31                  | –              | –                  | –               | –                | –                | –           | –           | –                  | 10              | 41              | 42         | 11              | –             |
| Ole Gunnar Fidjestøl                                                     | –                 | –                 | –             | –             | –                | –                            | –               | –                   | 22             | 34                 | 44              | –                | –                | 39          | 37          | 24                 | 30              | 20              | 27         | 12              | 40            |
| Stein Gruben                                                             | –                 | –                 | –             | –             | –                | –                            | –               | –                   | –              | 31                 | 43              | –                | –                | –           | –           | –                  | 54              | 37              | 69         | –               | –             |
| Pål Hansen                                                               | –                 | –                 | –             | –             | –                | –                            | –               | –                   | –              | –                  | –               | –                | –                | –           | –           | –                  | –               | 51              | 63         | –               | –             |
| Arne J Hjemster                                                          | –                 | –                 | –             | –             | –                | –                            | –               | –                   | –              | –                  | –               | –                | –                | –           | –           | –                  | –               | –               | 62         | –               | –             |
| Per Egil Horghagen                                                       | –                 | –                 | –             | –             | –                | –                            | –               | –                   | –              | –                  | –               | –                | –                | –           | –           | –                  | 64              | –               | –          | –               | –             |
| Kent Johanssen                                                           | 34                | 33                | –             | –             | 34               | 38                           | –               | –                   | –              | –                  | –               | –                | –                | –           | –           | –                  | –               | –               | –          | –               | –             |
| Magne Johansen                                                           | –                 | –                 | –             | –             | 26               | 60                           | 25              | 33                  | 27             | 4                  | 22              | –                | –                | –           | –           | 9                  | 34              | 11              | 30         | 13              | –             |
| Jon Inge Kjørum                                                          | 38                | 43                | –             | –             | –                | –                            | –               | –                   | 33             | –                  | –               | –                | –                | –           | –           | 41                 | 63              | 61              | 61         | –               | –             |
| Bernt Espen Kolsrud                                                      | –                 | –                 | –             | –             | –                | –                            | –               | –                   | –              | –                  | –               | 34               | 33               | –           | –           | –                  | –               | 64              | 35         | –               | –             |
| Lars Øyvind Moen                                                         | –                 | –                 | –             | –             | –                | –                            | –               | –                   | –              | –                  | –               | –                | –                | –           | –           | –                  | 58              | –               | –          | –               | –             |
| Knut Müller                                                              | –                 | –                 | –             | –             | –                | –                            | –               | –                   | 23             | 41                 | 28              | –                | –                | –           | –           | –                  | –               | 39              | 67         | –               | 32            |
| Bjoern Myrbakken                                                         | –                 | –                 | –             | –             | –                | –                            | –               | –                   | –              | –                  | –               | –                | –                | –           | –           | 26                 | 59              | 23              | 18         | –               | 49            |
| Rune Olijnyk                                                             | 12                | 25                | 28            | 34            | 48               | 41                           | 27              | 28                  | –              | –                  | –               | –                | –                | –           | –           | 32                 | 35              | 40              | 50         | –               | –             |
| Lasse Ottesen                                                            | –                 | –                 | 52            | 42            | –                | –                            | –               | –                   | 44             | 37                 | 40              | –                | –                | 12          | 52          | –                  | –               | 50              | 24         | –               | 13            |
| Erlend Schumann                                                          | –                 | –                 | –             | –             | –                | –                            | –               | –                   | –              | –                  | –               | –                | –                | –           | 59          | –                  | 48              | 53              | 40         | –               | –             |
| Harald Sørensen                                                          | –                 | –                 | –             | –             | –                | –                            | –               | –                   | –              | –                  | –               | 36               | 33               | –           | –           | –                  | 55              | 49              | 26         | –               | –             |
| Polska                                                                   |                   |                   |               |               |                  |                              |                 |                     |                |                    |                 |                  |                  |             |             |                    |                 |                 |            |                 |               |
| Zbigniew Klimowski                                                       | 40                | 23                | –             | –             | 58               | 45                           | –               | 55                  | 18             | –                  | –               | 29               | 26               | 52          | –           | 56                 | 61              | 67              | 60         | –               | –             |
| Jan Kowal                                                                | 44                | 55                | –             | –             | –                | 55                           | 42              | 54                  | 32             | –                  | –               | 27               | 27               | 33          | –           | 51                 | 56              | 72              | 58         | –               | –             |
| Alojzy Moskal                                                            | –                 | –                 | 43            | 51            | –                | –                            | –               | –                   | –              | –                  | –               | –                | –                | –           | –           | –                  | –               | –               | –          | –               | –             |
| Bogdan Papierz                                                           | –                 | –                 | 59            | 57            | –                | –                            | –               | –                   | –              | –                  | –               | –                | –                | –           | –           | –                  | –               | –               | –          | –               | –             |
| Słowenia                                                                 |                   |                   |               |               |                  |                              |                 |                     |                |                    |                 |                  |                  |             |             |                    |                 |                 |            |                 |               |
| Janez Debelak                                                            | 32                | 44                | –             | –             | –                | –                            | –               | –                   | –              | –                  | –               | –                | –                | –           | –           | –                  | –               | –               | –          | –               | –             |
| Urban Franc                                                              | –                 | –                 | –             | –             | –                | –                            | –               | –                   | –              | –                  | –               | –                | –                | –           | –           | –                  | –               | –               | –          | –               | 54            |
| Damjan Fras                                                              | –                 | –                 | 18            | 29            | 52               | 47                           | 50              | 53                  | 51             | –                  | –               | –                | –                | –           | –           | –                  | –               | –               | –          | –               | –             |
| Samo Gostiša                                                             | 18                | 45                | –             | –             | 57               | 32                           | 12              | 12                  | 34             | 8                  | 7               | 9                | 6                | 19          | 18          | 27                 | 16              | 21              | 50         | 6               | 42            |
| Goran Janus                                                              | –                 | –                 | –             | –             | –                | –                            | –               | –                   | –              | –                  | –               | 32               | 28               | 40          | 60          | 49                 | 51              | 29              | –          | 26              | 36            |
| Dejan Jekovec                                                            | –                 | –                 | –             | –             | –                | –                            | –               | –                   | –              | –                  | –               | –                | –                | –           | –           | –                  | –               | –               | –          | –               | 35            |
| Tomaž Knafelj                                                            | –                 | –                 | 53            | 55            | –                | –                            | –               | –                   | 48             | 39                 | 46              | –                | –                | –           | –           | –                  | –               | –               | –          | –               | –             |
| Sašo Komovec                                                             | –                 | –                 | 55            | 49            | –                | –                            | –               | –                   | –              | –                  | –               | –                | –                | –           | –           | –                  | –               | –               | –          | –               | 52            |
| Andraž Kopač                                                             | 48                | 53                | –             | –             | –                | –                            | –               | –                   | –              | –                  | –               | –                | –                | –           | –           | –                  | –               | –               | –          | –               | –             |
| Primož Kopač                                                             | –                 | –                 | –             | –             | –                | –                            | –               | –                   | –              | –                  | –               | –                | –                | –           | –           | –                  | –               | –               | –          | –               | 57            |
| Franci Petek                                                             | 23                | 11                | –             | –             | 10               | 4                            | 8               | 3                   | 15             | 18                 | 9               | 16               | 17               | 7           | 20          | 15                 | 14              | 10              | 48         | –               | 33            |
| Franci Rogelj                                                            | –                 | –                 | –             | –             | –                | –                            | –               | –                   | –              | –                  | –               | –                | –                | –           | –           | –                  | –               | 65              | 34         | –               | 30            |
| Igor Strgar                                                              | –                 | –                 | –             | –             | –                | –                            | –               | –                   | –              | –                  | –               | –                | –                | 55          | 53          | 34                 | 46              | –               | 17         | 17              | 41            |
| Janez Strin                                                              | –                 | –                 | –             | –             | –                | –                            | –               | –                   | –              | –                  | –               | 35               | 35               | –           | –           | –                  | –               | –               | –          | –               | –             |
| Miran Tepeš                                                              | –                 | –                 | 23            | 35            | –                | –                            | –               | –                   | –              | –                  | –               | –                | –                | –           | –           | –                  | –               | –               | –          | –               | 43            |
| Primož Ulaga                                                             | –                 | –                 | –             | –             | 46               | 40                           | 52              | –                   | –              | –                  | –               | –                | –                | –           | –           | –                  | –               | –               | –          | –               | –             |
| Jure Žagar                                                               | –                 | –                 | –             | –             | –                | –                            | –               | –                   | –              | 59                 | 52              | –                | –                | –           | –           | –                  | –               | –               | –          | –               | 53            |
| Ivo Zupan                                                                | –                 | –                 | –             | –             | –                | –                            | –               | –                   | –              | –                  | –               | –                | –                | –           | –           | –                  | –               | –               | –          | 27              | –             |
| Matjaž Zupan                                                             | –                 | –                 | –             | –             | –                | –                            | –               | –                   | 46             | 8                  | 15              | 26               | 14               | 28          | 16          | 12                 | 15              | 56              | –          | –               | 19            |
| Stany Zjednoczone                                                        |                   |                   |               |               |                  |                              |                 |                     |                |                    |                 |                  |                  |             |             |                    |                 |                 |            |                 |               |
| Jim Holland                                                              | 55                | 2                 | 13            | 12            | 16               | 5                            | 11              | 20                  | 11             | –                  | –               | –                | –                | 20          | 23          | 21                 | 33              | 66              | 23         | 34              | 25            |
| Tad Langlois                                                             | –                 | –                 | –             | –             | –                | –                            | –               | –                   | –              | –                  | –               | –                | –                | 34          | 39          | –                  | 37              | 44              | 53         | 24              | 29            |
| Bryan Sanders                                                            | 49                | 48                | 34            | 46            | –                | –                            | –               | 57                  | –              | –                  | –               | –                | –                | –           | –           | –                  | –               | –               | –          | –               | –             |
| Szwajcaria                                                               |                   |                   |               |               |                  |                              |                 |                     |                |                    |                 |                  |                  |             |             |                    |                 |                 |            |                 |               |
| Christof Birchler                                                        | –                 | –                 | –             | –             | –                | –                            | –               | –                   | –              | 43                 | 47              | –                | –                | –           | –           | –                  | –               | –               | –          | –               | –             |
| Sylvain Freiholz                                                         | 10                | 18                | 5             | 7             | 27               | 31                           | 16              | 35                  | 16             | 38                 | 8               | –                | –                | 29          | 14          | 22                 | 29              | 68              | –          | –               | 37            |
| Markus Gähler                                                            | 27                | 41                | –             | –             | 40               | 46                           | 37              | 45                  | 37             | 49                 | 36              | 31               | 36               | –           | 41          | 29                 | 45              | 47              | 69         | 23              | 47            |
| Benz Hauswirth                                                           | –                 | –                 | –             | –             | –                | –                            | –               | –                   | –              | 55                 | 58              | –                | –                | –           | –           | –                  | –               | –               | –          | –               | –             |
| Thomas Hösli                                                             | –                 | –                 | –             | –             | –                | –                            | –               | –                   | –              | 53                 | –               | –                | –                | –           | –           | –                  | –               | –               | –          | –               | –             |
| Reto Kälin                                                               | –                 | –                 | –             | –             | –                | –                            | –               | –                   | –              | 35                 | 57              | 37               | 37               | –           | –           | –                  | –               | –               | –          | –               | –             |
| Thomas Kindlimann                                                        | –                 | –                 | –             | –             | –                | –                            | –               | –                   | –              | 56                 | 55              | –                | –                | –           | –           | –                  | –               | –               | –          | –               | –             |
| Christoph Lehmann                                                        | –                 | –                 | –             | –             | –                | –                            | –               | –                   | –              | 57                 | 49              | –                | –                | 48          | 55          | 43                 | 49              | 52              | 31         | –               | 48            |
| Bruno Reuteler                                                           | –                 | –                 | –             | –             | –                | –                            | –               | –                   | –              | 54                 | 56              | –                | –                | –           | –           | –                  | –               | –               | –          | –               | –             |
| Berni Schödler                                                           | –                 | –                 | –             | –             | –                | –                            | –               | –                   | –              | 46                 | 50              | –                | –                | –           | –           | –                  | –               | –               | –          | –               | –             |
| Marco Steinauer                                                          | –                 | –                 | –             | –             | –                | –                            | –               | –                   | –              | 51                 | 52              | –                | –                | –           | –           | –                  | –               | –               | –          | –               | –             |
| Martin Trunz                                                             | 9                 | 9                 | 54            | 26            | 28               | 25                           | 21              | 38                  | 21             | 42                 | 12              | 8                | 19               | 46          | 33          | 38                 | 42              | 48              | 39         | 6               | 55            |
| Lars Widmer                                                              | –                 | –                 | –             | –             | –                | –                            | –               | –                   | –              | 52                 | 59              | –                | –                | –           | –           | –                  | –               | –               | –          | –               | –             |
| Yvan Vouillamoz                                                          | –                 | –                 | 48            | 46            | –                | 53                           | 57              | 46                  | 55             | 44                 | 42              | 33               | 38               | –           | –           | –                  | –               | –               | –          | 30              | –             |
| Sepp Zehnder                                                             | –                 | –                 | –             | –             | –                | –                            | –               | –                   | –              | –                  | 51              | –                | –                | –           | –           | –                  | –               | –               | –          | –               | –             |
| Stefan Zünd                                                              | 24                | 3                 | 16            | 2             | 3                | 3                            | 18              | 10                  | 58             | 7                  | 2               | 6                | 7                | 8           | 11          | 36                 | 12              | 45              | 5          | 20              | 59            |
| Szwecja                                                                  |                   |                   |               |               |                  |                              |                 |                     |                |                    |                 |                  |                  |             |             |                    |                 |                 |            |                 |               |
| Magnus Åström                                                            | –                 | –                 | –             | –             | –                | –                            | –               | –                   | –              | –                  | –               | –                | –                | –           | –           | 58                 | –               | –               | –          | –               | –             |
| Jan Boklöv                                                               | –                 | –                 | 25            | 31            | 33               | –                            | 48              | –                   | 63             | 40                 | 34              | 24               | 31               | 27          | 35          | 57                 | 23              | 12              | 45         | 28              | –             |
| Fredrik Johansson                                                        | –                 | –                 | –             | –             | –                | –                            | –               | –                   | –              | –                  | –               | –                | –                | –           | –           | 48                 | –               | –               | –          | –               | –             |
| Mikael Martinsson                                                        | 9                 | 21                | 6             | 23            | 14               | 16                           | 15              | 8                   | 2              | 6                  | 11              | 5                | 3                | 11          | 32          | 3                  | 18              | 5               | 65         | 8               | 14            |
| Åke Norman                                                               | –                 | –                 | –             | –             | –                | –                            | –               | –                   | –              | –                  | –               | –                | –                | –           | –           | 60                 | –               | –               | –          | –               | –             |
| Johan Rasmussen                                                          | 46                | 46                | –             | –             | –                | –                            | –               | –                   | –              | 48                 | 36              | –                | –                | –           | –           | 35                 | 21              | 54              | 59         | –               | 46            |
| Per-Inge Tällberg                                                        | 41                | 29                | 39            | 20            | 39               | 48                           | 40              | 41                  | 60             | 29                 | 35              | 25               | 29               | –           | –           | 55                 | –               | –               | –          | 29              | –             |
| Staffan Tällberg                                                         | 50                | 10                | 2             | 11            | 21               | 18                           | 35              | 25                  | 3              | 5                  | 17              | 23               | 21               | 54          | 21          | 45                 | 36              | 55              | 47         | 16              | 22            |
| Magnus Westman                                                           | 42                | 32                | –             | –             | 53               | –                            | –               | 39                  | 24             | –                  | –               | 28               | 31               | 41          | 29          | 17                 | 43              | 27              | 57         | –               | 20            |
| Włochy                                                                   |                   |                   |               |               |                  |                              |                 |                     |                |                    |                 |                  |                  |             |             |                    |                 |                 |            |                 |               |
| Luca Caruso                                                              | –                 | –                 | –             | –             | –                | –                            | –               | –                   | 62             | –                  | –               | –                | –                | –           | –           | –                  | –               | –               | –          | –               | –             |
| Roberto Cecon                                                            | –                 | –                 | –             | –             | 19               | –                            | 36              | 34                  | 39             | 47                 | 45              | –                | –                | 17          | 49          | 16                 | 50              | 4               | 32         | 3               | 11            |
| Roberto Frison                                                           | –                 | –                 | –             | –             | –                | –                            | –               | –                   | 43             | –                  | –               | –                | –                | –           | –           | –                  | –               | –               | –          | –               | –             |
| Ivan Lunardi                                                             | –                 | –                 | –             | –             | 23               | 15                           | 40              | 36                  | 4              | 13                 | 26              | –                | –                | 36          | 28          | 7                  | 8               | 57              | 9          | 9               | 9             |
| Virginio Lunardi                                                         | –                 | –                 | –             | –             | –                | –                            | –               | –                   | 49             | –                  | –               | –                | –                | –           | –           | –                  | –               | –               | –          | –               | –             |
| Ivo Pertile                                                              | –                 | –                 | –             | –             | 32               | 37                           | 33              | 48                  | 25             | 22                 | 38              | –                | –                | –           | –           | –                  | –               | –               | –          | 22              | 38            |
| Federico Rigoni                                                          | –                 | –                 | –             | –             | –                | –                            | –               | –                   | 54             | –                  | –               | –                | –                | –           | –           | –                  | –               | –               | –          | –               | –             |
| Carlo Pinzani                                                            | –                 | –                 | –             | –             | –                | –                            | –               | –                   | 28             | –                  | –               | –                | –                | –           | –           | –                  | –               | –               | –          | –               | –             |
| Michele Sambugaro                                                        | –                 | –                 | –             | –             | –                | –                            | –               | –                   | 40             | –                  | –               | –                | –                | –           | –           | –                  | –               | –               | –          | –               | –             |
| WNP                                                                      |                   |                   |               |               |                  |                              |                 |                     |                |                    |                 |                  |                  |             |             |                    |                 |                 |            |                 |               |
| Michaił Jesin                                                            | –                 | –                 | –             | –             | 45               | 43                           | –               | 43                  | –              | –                  | –               | –                | –                | 54          | 8           | 39                 | 40              | 28              | 25         | –               | 20            |
| Igor Kułakow                                                             | –                 | –                 | –             | –             | –                | –                            | –               | –                   | –              | –                  | –               | –                | –                | 56          | 42          | 63                 | 60              | 59              | 55         | –               | –             |
| Andriej Wierwiejkin                                                      | –                 | –                 | –             | –             | 49               | 35                           | 38              | 52                  | –              | –                  | –               | –                | –                | –           | –           | –                  | –               | –               | –          | –               | –             |
| Dionis Wodniew                                                           | –                 | –                 | –             | –             | 44               | 33                           | 47              | 51                  | –              | –                  | –               | –                | –                | 15          | –           | 5                  | 28              | 15              | 15         | –               | 12            |
| Andriej Zadrjazyjskij                                                    | –                 | –                 | –             | –             | –                | –                            | –               | –                   | –              | –                  | –               | –                | –                | –           | –           | –                  | –               | –               | –          | 33              | –             |
| 1-3 4-15 poniżej 15 dsq – Zawodnik zdyskwalifikowany - – nie wystartował |                   |                   |               |               |                  |                              |                 |                     |                |                    |                 |                  |                  |             |             |                    |                 |                 |            |                 |               |

## Klasyfikacja generalna Pucharu Świata
| Źródło  | Źródło               | Źródło            | Źródło |
| Miejsce | Zawodnik             | Kraj              | Punkty |
| ------- | -------------------- | ----------------- | ------ |
| 1.      | Toni Nieminen        | Finlandia         | 269    |
| 2.      | Werner Rathmayr      | Austria           | 229    |
| 3.      | Andreas Felder       | Austria           | 218    |
| 4.      | Ernst Vettori        | Austria           | 205    |
| 5.      | Stefan Zünd          | Szwajcaria        | 147    |
| 6.      | Mikael Martinsson    | Szwecja           | 132    |
| 7.      | František Jež        | Czechosłowacja    | 127    |
| 8.      | Andreas Goldberger   | Austria           | 123    |
| 9.      | Noriaki Kasai        | Japonia           | 115    |
| 10.     | Martin Höllwarth     | Austria           | 112    |
| 11.     | Heinz Kuttin         | Austria           | 92     |
| 12.     | Ari-Pekka Nikkola    | Finlandia         | 81     |
| 13.     | Franci Petek         | Słowenia          | 72     |
| 14.     | Jaroslav Sakala      | Czechosłowacja    | 67     |
| 15.     | Jiří Parma           | Czechosłowacja    | 66     |
| 16.     | Staffan Tällberg     | Szwecja           | 57     |
| 17.     | Ivan Lunardi         | Włochy            | 54     |
| 18.     | Samo Gostiša         | Słowenia          | 52     |
| 19.     | Christof Duffner     | Niemcy            | 51     |
| 20.     | Jim Holland          | Stany Zjednoczone | 48     |
| 21.     | Tomáš Goder          | Czechosłowacja    | 46     |
| 22.     | Werner Haim          | Austria           | 42     |
| 23.     | Martin Trunz         | Szwajcaria        | 36     |
| 23.     | Sylvain Freiholz     | Szwajcaria        | 36     |
| 25.     | Roberto Cecon        | Włochy            | 32     |
| 26.     | Magne Johansen       | Norwegia          | 27     |
| 27.     | Risto Laakkonen      | Finlandia         | 26     |
| 27.     | Øyvind Berg          | Norwegia          | 26     |
| 29.     | Masahiko Harada      | Japonia           | 24     |
| 29.     | Alexander Pointner   | Austria           | 24     |
| 29.     | Stefan Horngacher    | Austria           | 24     |
| 32.     | Ralf Gebstedt        | Niemcy            | 23     |
| 33.     | Didier Mollard       | Francja           | 22     |
| 34.     | Espen Bredesen       | Norwegia          | 20     |
| 35.     | Steve Delaup         | Francja           | 19     |
| 36.     | Dionis Wodniew       | WNP               | 18     |
| 37.     | Jens Weißflog        | Niemcy            | 16     |
| 37.     | Matjaž Zupan         | Słowenia          | 16     |
| 39.     | Raimo Ylipulli       | Finlandia         | 14     |
| 40.     | Kenji Suda           | Japonia           | 13     |
| 41.     | Dieter Thoma         | Niemcy            | 10     |
| 41.     | Marc Nölke           | Niemcy            | 10     |
| 43.     | Heiko Hunger         | Niemcy            | 9      |
| 44.     | Michaił Jesin        | WNP               | 8      |
| 45.     | Lasse Ottesen        | Norwegia          | 7      |
| 45.     | Vesa Hakala          | Finlandia         | 7      |
| 47.     | Andreas Scherer      | Niemcy            | 6      |
| 48.     | Ole Gunnar Fidjestøl | Norwegia          | 4      |
| 48.     | Rune Olijnyk         | Norwegia          | 4      |
| 48.     | Werner Schuster      | Austria           | 4      |
| 48.     | Mika Laitinen        | Finlandia         | 4      |
| 48.     | Jan Boklöv           | Szwecja           | 4      |
| 48.     | Nicolas Jean-Prost   | Francja           | 4      |
| 54.     | Motoyasu Takeuchi    | Japonia           | 2      |
| 54.     | Akira Satō           | Japonia           | 2      |

## Klasyfikacja generalna Pucharu Narodów
| Źródło  | Źródło                         | Źródło | Źródło |
| Miejsce | Kraj                           | Punkty |        |
| ------- | ------------------------------ | ------ | ------ |
| 1.      | Austria                        | 1193   |        |
| 2.      | Finlandia                      | 491    |        |
| 3.      | Czechosłowacja                 | 356    |        |
| 4.      | Szwajcaria                     | 269    |        |
| 5.      | Szwecja                        | 237    |        |
| 6.      | Niemcy                         | 186    |        |
| 7.      | Japonia                        | 169    |        |
| 7.      | Słowenia                       | 169    |        |
| 9.      | Norwegia                       | 121    |        |
| 10.     | Włochy                         | 110    |        |
| 11.     | Francja                        | 71     |        |
| 12.     | USA                            | 48     |        |
| 13.     | Wspólnota Niepodległych Państw | 35     |        |
| 14.     | Polska                         | 18     |        |
| 15.     | Kanada                         | 9      |        |
| 16.     | Bułgaria                       | 8      |        |